# Wyoming Highway 31
Der Wyoming Highway 31 (kurz: WYO 31) ist eine 35,55 km lange State Route im US-Bundesstaat Wyoming, die in West-Ost-Richtung von Manderson bis Hyattville im Big Horn County verläuft. Die Straße ist auch als Cold Springs Road bekannt.

## Streckenverlauf

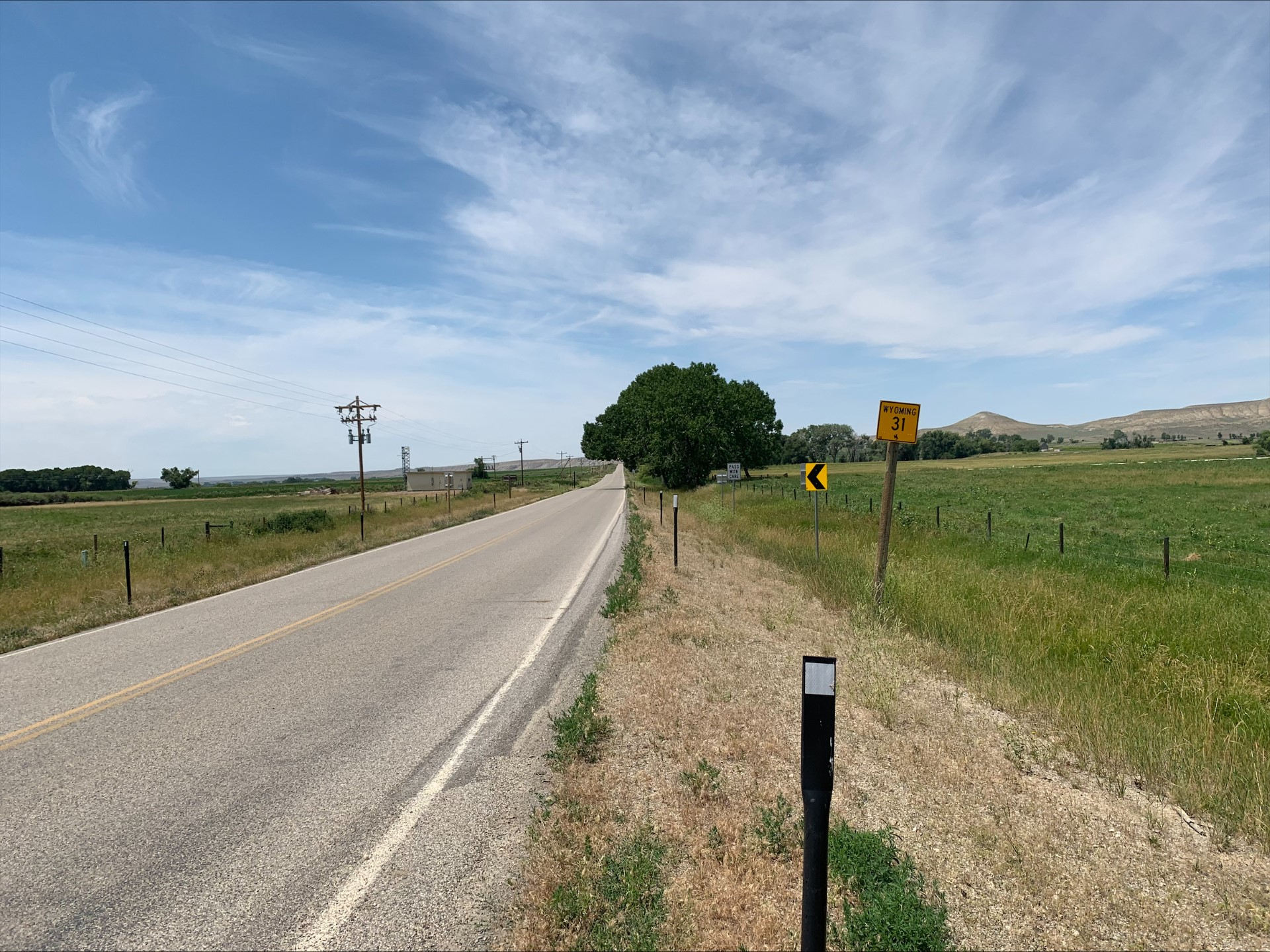
Wyoming Highway 31 nahe Hyattville

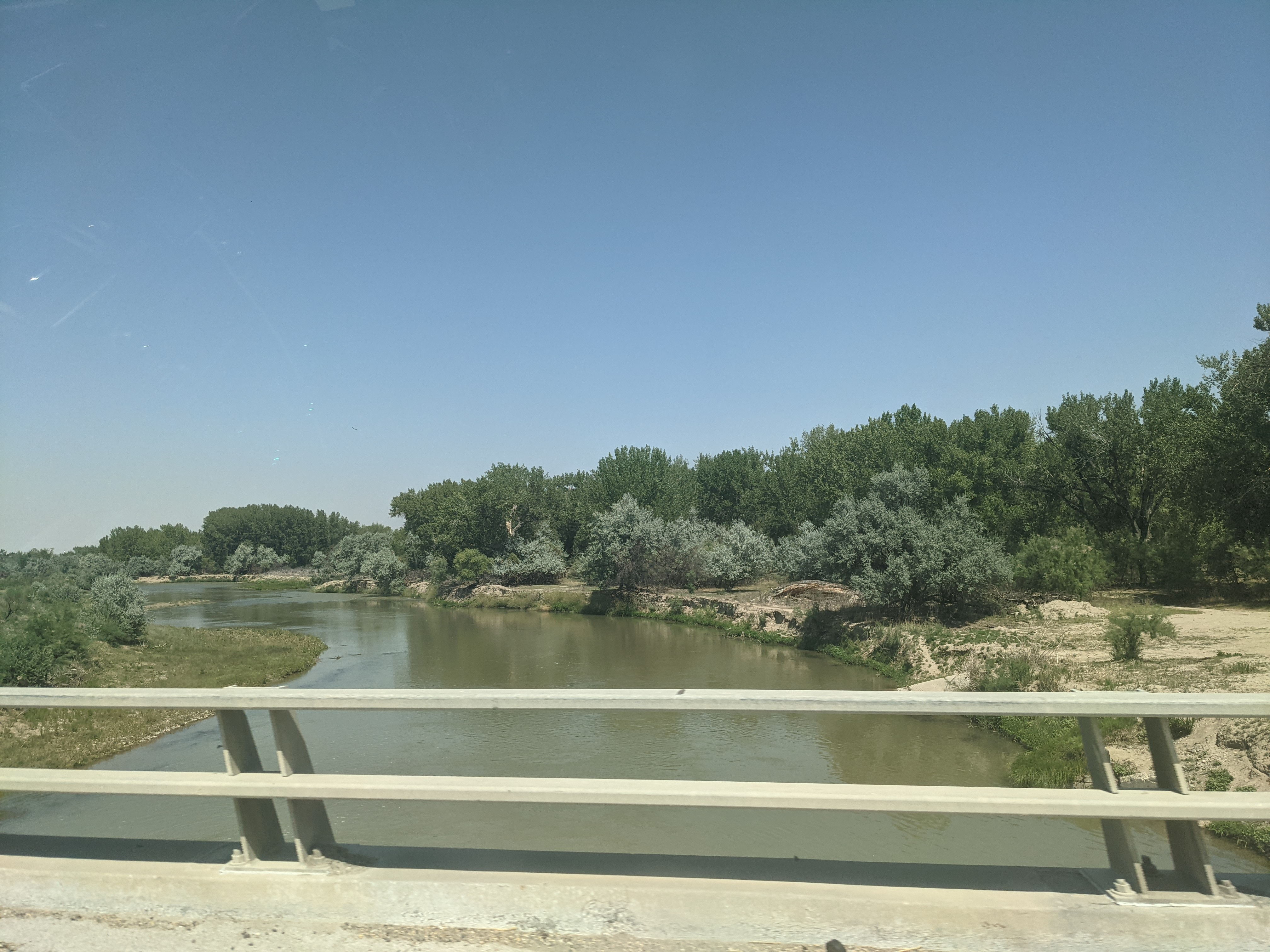
Highway 31 bei Überquerung des Nowood Rivers außerhalb von Manderson

Der Wyoming Highway 31 startet in Manderson an US16/US20/WYO789, die hier gebündelt verlaufen, kurz vor deren Überquerung des Bighorn Rivers. Die Straße verlässt den Ort, überquert den Nowood River, einen Nebenfluss des Bighorn Rivers, und verläuft durch das Bighorn Basin nach Osten. Der Highway verläuft auf einem Großteil seiner Strecke entlang des Nowood Rivers und überquert diesen mehrfach, bevor der Fluss dem Verlauf der von rechts einmündenden Lower Nowood Road nach Süden bis nach Ten Sleep folgt. Der WYO 31 führt weiter nach Osten und endet nach 35,55 km in Hyattville. Die Straße verläuft ab Hyattville weiter als CR R49 bis Ten Sleep. Die gesamte Route verläuft im Big Horn County.

## Belege
1. ↑  AARoads: Wyoming State Route Log: 1 through 99. Abgerufen am 30. September 2021 (amerikanisches Englisch).